# Jens Grahl
Jens Grahl (* 22. September 1988 in Stuttgart) ist ein deutscher Fußballtorhüter. Er steht beim Bundesligisten Eintracht Frankfurt unter Vertrag.

## Karriere
Grahl spielte in der Jugend für verschiedene Stuttgarter Vereine, ehe er 2006 zur SpVgg Greuther Fürth wechselte. Zur Saison 2006/07 rückte er dort zur zweiten Mannschaft auf, für die er 12-mal in der Oberliga Bayern zum Einsatz kam. Als Stammtorhüter stieg er mit der Mannschaft in der Spielzeit 2007/08 in die Regionalliga Süd auf, in der er in der Saison 2008/09 ebenfalls gesetzt war. 2009 wechselte er zur TSG 1899 Hoffenheim, für die er jedoch erst ab der Spielzeit 2010/11 als Torwart der zweiten Mannschaft zu Einsätzen kam. In der folgenden Saison lieh ihn der Zweitligist SC Paderborn 07 aus, für den er beim 10:0-Sieg im DFB-Pokalspiel gegen Rot Weiss Ahlen zu einem Pflichtspieleinsatz kam.
Zur Saison 2012/13 kehrte Grahl nach Hoffenheim zurück und stand dort weiterhin im Tor der U23. In die Saison 2013/14 ging er als Ersatztorwart der Profimannschaft hinter Koen Casteels. Sein erstes Spiel in der ersten Mannschaft bestritt er am 24. September 2013 beim 3:0-Sieg im Pokalspiel gegen Energie Cottbus. Nachdem Casteels schwächer gespielt hatte, erhielt Grahl im Achtelfinale des DFB-Pokals beim 3:1-Auswärtssieg gegen FC Schalke 04 und im folgenden Bundesligaspiel bei Eintracht Frankfurt (2:1) den Vorzug und kam bis Saisonende zu insgesamt 11 Bundesligaspielen sowie 2 Einsätzen im DFB-Pokal, in dem Hoffenheim bis ins Viertelfinale vorstieß. Nachdem er in der Spielzeit 2014/15 nur zweimal im DFB-Pokal zum Zug gekommen war, absolvierte er in der Saison 2015/16 am letzten Bundesligaspieltag sein einziges Saisonpflichtspiel für die erste Mannschaft und zugleich sein letztes für Hoffenheim.
Zur Saison 2016/17 wechselte Grahl zum Zweitligisten VfB Stuttgart. Er kam in der Spielzeit als Ersatztorhüter hinter Mitchell Langerak zu keinem Einsatz, feierte mit dem VfB aber als Meister den Aufstieg in die Bundesliga. Dort blieb er hinter dem neu verpflichteten Ron-Robert Zieler erneut die Nummer zwei und rückte nach dem erneuten Abstieg 2019 und der anschließenden Verpflichtung seines vormaligen Hoffenheimer Mitspielers Gregor Kobel sowie von Fabian Bredlow vom 1. FC Nürnberg in der Hierarchie nach hinten. Nach einer vorzeitigen Verlängerung Anfang Dezember 2019 lief sein Vertrag bis zum Sommer 2022. Grahl blieb während seiner Zeit in Stuttgart ohne Pflichtspieleinsatz.
Zur Spielzeit 2021/22 wechselte Grahl zum Ligakonkurrenten Eintracht Frankfurt, bei dem er einen Dreijahresvertrag unterschrieb und die Rolle des Ersatztorhüters bekleidet. Aufgrund von Verletzungen der Frankfurter Torwarte Kevin Trapp und Diant Ramaj kam Grahl in seiner ersten Saison zu einem Bundesligaeinsatz bei der 0:2-Niederlage gegen den 1. FC Union Berlin. Am 18. Mai 2022 gewann er mit seiner Mannschaft das Finale der Europa League gegen die Glasgow Rangers. In der Spielzeit 2023/24 kam Grahl nach einer Rückenverletzung Trapps zu einem Bundesligaeinsatz gegen Hoffenheim und bereitete beim 3:1-Auswärtssieg den ersten Frankfurter Treffer vor. Auch in der Conference League stand er wenige Tage später beim 6:0-Sieg gegen HJK Helsinki im Frankfurter Tor und gab damit sein Europapokaldebüt.
Sein Vertrag in Frankfurt läuft bis 2026.

## Erfolge
International
- Europa-League-Sieger: 2022

Deutschland
- Deutscher Zweitligameister: 2017
- Aufstieg in die Bundesliga: 2017, 2020